# Rose Tattoo
Rose Tattoo est un groupe de hard rock australien. Il est formé par le guitariste Peter Wells en 1976. Souvent comparé à AC/DC, le groupe mixe du blues et du rock. Le groupe influença toute une génération, avec des groupes tels que Guns N' Roses, L.A. Guns, Nashville Pussy ou Airbourne.

## Biographie

### Débuts

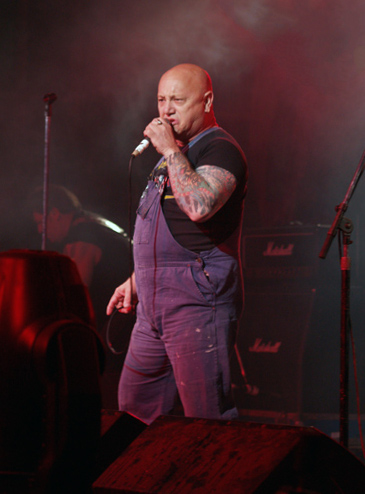
Angry Anderson.

Formé à Sydney par Peter Wells, ex-bassiste du groupe Buffalo, la devise de Wells était que pour faire partie du groupe, tous les membres devaient avoir au moins un tatouage, les cheveux courts et le même style vestimentaire. C'est à cette époque que Wells rencontra le futur chanteur du groupe, Angry Anderson, qui venait de la ville de Melbourne et dont la voix était comparée à celle de Rod Stewart.
Début 1977, le groupe composé de Ian Rilen à la basse, Mick Cocks à la guitare rythmique, Dallas Royal à la batterie et Angry Anderson au chant, signe un contrat avec la maison de disques Albert Productions, qui était connue pour être la maison de disques du hard rock australien, puisqu'à cette époque AC/DC ou The Angels étaient signés sur ce label.
En 1978, le groupe enregistre son premier album intitulé Rose Tattoo ou Rock 'n' Roll Outlaw qui dans un premier temps ne sera commercialisé qu'en Australie et  sortira ailleurs dans le monde que deux à trois ans plus tard selon les pays (1981 pour la France) avec des pochettes différentes. Cet album est d'une violence rare pour l'époque.Le groupe part en tournée, jouant partout où cela lui est possible et se fait une belle réputation quant à la puissance sonore développée sur scène[réf. nécessaire].

### Scarred for Lifeet succès commerciaux
En 1981 après une longue tournée, sort le second album de Rose Tattoo Assault and Battery, à cette époque, ils enregistrent un single nommé Legalise realise faisant la promotion de la légalisation de la Marijuana. En 1981, Rose Tattoo part en tournée en Europe. Acclamés par le public, ils retournent en Australie enregistrer leur nouvel album, Scarred For Life, avec leur nouveau guitariste Robin Riley, en remplacement de Mick Cocks, parti pour un autre groupe. À la suite de cet album, le groupe partit en tournée avec ZZ Top et Aerosmith aux États-Unis. Cette tournée n'est pas un succès majeur pour le groupe, mais se laissant tout de même bien entendre dans la scène underground et surtout en Californie. Ainsi, on peut noter que le groupe Guns N' Roses reprit un de leurs titres sur l'album G N' R Lies.

### Rupture et projets en solo
À la fin de la tournée américaine, Wells, Royal et Riley quittèrent le groupe. À la suite de ces départs, Greg Jordan et John Meyer ainsi que Scott Johnson furent recrutés pour l'album Southern Stars en 1984. Anderson fait une pause pour tourner dans le film Mad Max : Au-delà du dôme du tonnerre. Après quelques projets, Anderson et Wells poursuivirent chacun une carrière solo. En 1991, Royal meurt d'un cancer.

### Retour

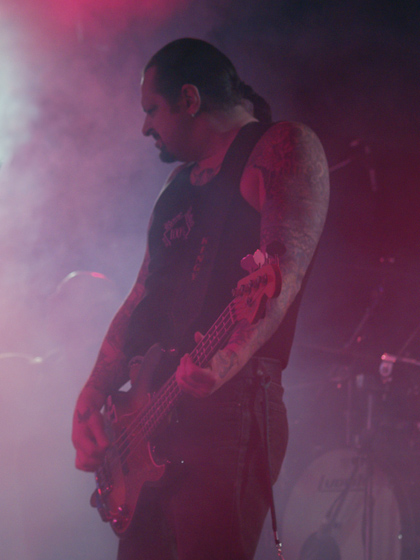
Rose Tattoo, Meredith Festival, décembre 2006.

L'année suivante, Anderson est approché par les membres des Guns N' Roses pour reformer le groupe afin de partir en tournée ensemble. Par la suite, le groupe des débuts se reforme, et tourne en Allemagne et en France. Mais un autre malheur frappe le groupe : Wells meurt le 27 mars 2006 d'un cancer de la prostate, puis Ian Rilen d'un cancer lui aussi en octobre 2006.
En 2007, Rose Tattoo repart en tournée avec Dai Pritchard, Paul DeMarco, Geordie Leach et Mick Cocks, en support de Guns N' Roses. Le groupe affirme qu'il se retirera après son prochain album. Le 21 avril 2007, Lobby Loyde meurt à 65 ans à Melbourne deux ans après avoir été diagnostiqué d'un cancer du poumon
.
En 2008, ils participent au Download Festival en Angleterre. En avril 2009, leur guitariste Mick Cocks est diagnostiqué d'un cancer du foie ; il meurt le 22 décembre,.
Rose Tattoo célèbre ses 35 ans en 2011. Ils enregistrent des démos en 2012 qu'ils ne publieront jamais. Le 25 mars 2011, Anderson confirme un tout dernier album. Cependant, il est impossible de savoir si le groupe continue après l'arrestation et l'incarcération du batteur Paul DeMarco en 2014 pour possession illégale d'arme à feu, et pour avoir été membre du lobby des armes.
Le 5 août 2017, une nouvelle formation des Rose Tattoo composée de Angry Anderson, Dai Pritchard, Bob Spencer, Mark Evans (ex-AC/DC) et John « Watto » Watson est annoncée.

## Membres

### Anciens membres
- Peter Wells † (27/03/2006)
- Mick Cocks † (22/12/2009)
- Dallas Digger Royal † (1991)
- Ian Rillen † (30/10/2006)
- Lobby Loyde † (21/04/2007)
- Neil Smith † (07/04/2013)

## Discographie
- 1978 : Rose Tattoo
- 1981 : Assault and Battery
- 1982 : Scarred for Life
- 1984 : Southern Stars
- 1986 : Beats From a Single Drum
- 1986 : A Decade of Rock (compilation)
- 1992 : Nice Boys Don't Play Rock n Roll (compilation)
- 1999 : Never Too Loud (compilation)
- 2000 : 25 To Life (album live)
- 2002 : Pain
- 2007 : Blood Brothers
- 2020 : Outlaws